# Tiberijada
Tiberijada (hebrejski טבריה, Tverya; arapski طبرية, Ṭabariyyah; grč. Τιβεριάς; engleski Tiberias) je grad na sjeveru Izraela. S oko 44 000 stanovnika Tiberijada je najveći grad u dolini Jordana. Zbog svojeg smještaja na obali Galilejskog jezera i blage klime popularna je turistička destinacija.

## Geografija
Tiberijada se nalazi na jugozapadnoj obali Galilejskog jezera u Galileji. Sagrađena je oko 20. godine nakon Krista od Heroda Antipe, sina Heroda Velikog, na lokaciji uništenog sela Rakkat. Grad se rasprostire od jezera, koje leži 212 metara ispod morske razine, sve do visine od 457 metara iznad morske razine. U blizini grada nalaze se i toplice. Vlada većinom umjerena, blaga mediteranska klima.

## Povijest
Herod je osnovao grad 20. godine nakon Krista i nazvao ga Tiberijada, u čast Rimskog cara Tiberija, te ga proglasio središtem regije Galileje. Grad je izgrađen u rimsko-grčkom stilu s palačama, forumom, kazalištem, a djelomično su prilikom gradnje iskopani i neki židovski grobovi, zbog čega su židovski vjerski vođe smatrali da je grad „nečist“, te se u početku nisu u njemu nastanjivali.
Nakon uništenja Jeruzalema, Tiberijada je postala središte židovske kulture; postala je centar sudskog vijeća zvanog Sanhedrin, koje je tamo i ukinuto, te jedne poznate škole Talmuda. Tiberijada se, uz Jeruzalem, Safed i Hebron, smatra jednim od četiri sveta židovska grada. 637. grad su osvojili Arapi, ali su Židovi i nakon toga neko vrijeme nastavili biti većinsko stanovništvo. 1100. Križari su osvojili grad te su ga iskoristili kao utvrdu. Saladin je 1187. pobijedio Križare tako da su grad opet osvojili Arapi. 1247. Baibar je uništio grad, koji je tek obnovljen osvajanjem Otomanskog carstva 1517. godine. Potresi i ratovi su ostavili ožiljke na gradu u Srednjem vijeku.
Godine 1561. Joseph Nasi, židovski knez venecijanske kneževine Arhipelagos koji je pobjegao iz Španjolske zbog straha od Španjolske inkvizicije, dobio je Tiberijadu i sedam manjih sela u okolici od turskog sultana Sulejmana I. na svoje raspolaganje. Uz pomoć novca svoje tete Dona Gracia Nasi ponovno je osnovao gradske zidine. Današnji stari grad uz obalu jezera osnovan je 1738. Sredinom 19. stoljeća ponovno je počelo jače useljavanje Židova. 
Godine 1940. Tiberijada je imala oko 12 000 stanovnika, od kojih su polovica bili Arapi, a polovica Židovi. 1948. grad je pripao Izraelu a mnogi su Arapi napustili državu. Nakon osnutka hebrejske države, Tiberijada je imala status grada u razvoju.

## Gospodarstvo
U Tiberijadi je razvijena poljoprivreda; uzgaja se voće i povrće, većinom banane, datulje i grožđe. Zbog blage zimske klime može se iskoristiti i kao rasadnik proljetnog povrća. Razvijeno je i ribarstvo. Tiberijada je tako gospodarsko središte okolnog područja.
Uz to grad je i popularna turistička destinacija, zbog Galilejskog jezera, blage klime te toplica. Kršćani se uglavnom zanimaju za Kafarnaum, mjesto propovijedanja Isusa Krista u sinagogama i izlječenja brojnih ljudi po Novom zavjetu, te mjesto krštenja Jardenit. Židovi se zanimaju za grobove rabina Maimonida, Johanana Bena Zakkaija te Bena Akive, koji je nakon ustanka protiv Rimljana pogubljen.

## Vanjske poveznice
- Židovska enciklopedija
- Slike drevne Tiberijade
- Dobrodošli u Tiberijadu  Arhivirana inačica izvorne stranice od 6. veljače 2007. (Wayback Machine)
- Tiberijada – grad bogatstva  Arhivirana inačica izvorne stranice od 3. travnja 2007. (Wayback Machine)